# Karen Gillan
Karen Sheila Gillan (Inverness, Escòcia, 28 de novembre de 1987) és una actriu escocesa, directora i antiga model. És coneguda pel paper d'Amy Pond a la sèrie de ciència-ficció de la BBC Doctor Who (2010–13), pel paper de Ruby Roundhouse a les pel·lícules de la saga Jumanji i per interpretar a Nebula a les pel·lícules de superherois de Marvel Studios. En cinema, ha fet el paper protagonista de Jane Lockhart a la pel·lícula Not Another Happy Ending (2013) i ek de Kaylie Russell en la pel·lícula de terror Oculus (2013).

## Biografia
Va néixer i créixer a Inverness, filla única de Marie (cognom de soltera Paterson) i John Gillan, un cantant i productor musical. Va aprendre a tocar el piano quan tenia set anys i va desenvolupar un amor per l'actuació ben aviat, participant en diversos grups juvenils locals de teatre i prenent part a diverses produccions de la Charleston Academy.
Quan va fer 16, Gillan va marxar a Edimburg i va fer un curs d'actuació i representació al Telford College. Es va traslladar a Londres amb 18 anys per estudiar a l'escola dramàtica Italia Conti Academy of Theatre Arts on va obtenir una llicenciatura d'art en l'especialitat d'actuació.

## Passarel·la
Mentre estudiava a l'Italia Conti, la va reclutar una agència de models i va desfilar a la festa de llançament de la Nicola Roberts' Dainty Doll Make-Up Range. Això va aparèixer al capítol de la Roberts del documental The Passions of Girls Aloud. Gillan ha declarat que no deixaria la carrera d'actriu per tornar a desfilar, aclarint que li va agradar el treball de model però que el seu objectiu principal era l'actuació.

## Filmografia

### Cinema
| Any  | Títol                          | Paper            | Notes                                       |
| ---- | ------------------------------ | ---------------- | ------------------------------------------- |
| 2008 | New Town Killers               | Noi jove         |                                             |
| 2010 | Outcast                        | Ally             |                                             |
| 2013 | Not Another Happy Ending       | Jane Lockhart    |                                             |
| 2013 | Oculus                         | Kaylie Russell   |                                             |
| 2014 | Guardians of the Galaxy        | Nebula           |                                             |
| 2014 | Bound for Greatness            | Maeve MacDonough | Curtmetratge                                |
| 2015 | Warning Labels                 | Mindy            | Curtmetratge                                |
| 2015 | Coward                         |                  | Curtmetratge; directora i guionista         |
| 2015 | Conventional                   | Rachel Milligan  | Curtmetratge; Actriu, directora i guionista |
| 2015 | The List                       | Lily             |                                             |
| 2015 | The Big Short                  | Evie             |                                             |
| 2016 | In a Valley of Violence        | Ellen            |                                             |
| 2017 | Guardians of the Galaxy Vol. 2 | Nebula           |                                             |
| 2017 | El cercle (The Circle)         | Annie Allerton   |                                             |
| 2017 | Jumanji: Welcome to the Jungle | Martha           |                                             |
| 2018 | The Party's Just Beginning     | Liusaidh         | També guionista i director                  |
| 2018 | Alex & the List                | Lily             |                                             |
| 2018 | Avengers: Infinity War         | Nebula           |                                             |
| 2019 | Avengers: Endgame              | Nebula           |                                             |
| 2019 | All Creatures Here Below       | Ruby             | [ 7 ]                                       |
| 2019 | Stuber                         | Sara Morris      |                                             |
| 2019 | Jumanji: The Next Level        | Martha           |                                             |
| 2019 | Spies in Disguise              | Eyes (veu)       |                                             |
| 2020 | Call of the Wild               | Mercedes         |                                             |
| 2021 | Gunpowder Milkshake            | Sam              |                                             |

### Televisió
| Any             | Títol                   | Paper                | Notes                             |
| --------------- | ----------------------- | -------------------- | --------------------------------- |
| 2006            | Rebus                   | Teri Cotter          | 1 episodi                         |
| 2008            | Stacked                 | Ginny Turner         | Telefilm                          |
| 2008            | Doctor Who              | Soothsayer           | 1 episodi                         |
| 2008            | Harley Street           | Holly                | 1 episodi                         |
| 2008–2009       | The Kevin Bishop Show   | Diversos personatges | Paper principal (12 episodis)     |
| 2008            | Coming Up               | Anna                 | 1 episodi                         |
| 2009            | The Well                | Coll                 | 4 episodis                        |
| 2010–2012, 2013 | Doctor Who              | Amy Pond             | 34 episodis (temporades 5, 6 i 7) |
| 2010–2011       | Doctor Who Confidential | Ella mateixa         | 26 episodis                       |
| 2012            | We'll Take Manhattan    | Jean Shrimpton       | Telefilm                          |
| 2012            | In Love with Coward     | Laura                |                                   |
| 2013            | NTSF:SD:SUV::           | Daisy                | Paper principal (9 episodis)      |
| 2014            | A Touch of Cloth        | Kerry Newblood       | 2 episodis                        |
| 2014            | Selfie                  | Eliza Dooley         | Paper principal (13 episodis)     |
| 2015            | Comedy Bang! Bang!      | Ella mateixa         | 1 episodi                         |
| 2015            | 7 Days in Hell          | Lily Allsworth       | Telefilm                          |
| 2015            | Robot Chicken           | Anastasia Steele     | 1 episodi (veu)                   |